# Order Świętego Piotra
Order Świętego Piotra lub Order Domowy Książęcy Czarnogórski – niezwykle rzadkie odznaczenie Królestwa Czarnogóry, nadawane w latach 1869–1921 jako order państwowy, po roku 1921 (z przerwą) jako order domowy dynastii Petrowiciów-Niegoszów.

## Historia i insygnia
Order został ustanowiony w 1869 przez księcia (późniejszego króla) Czarnogóry Mikołaja I jako jednoklasowe odznaczenie dla członków rodziny i w drodze wyjątku cudzoziemców z wybitnymi zasługami dla dynastii czarnogórskiej. Ustanowieniem odznaczenia książę Mikołaj chciał uczcić pamięć swego stryja Daniły I Czarnogórskiego i władyki Cetyni św. Piotra Petrowicia, który sprawował rządy przez 48 lat i wywalczył niepodległość swej krainy.
Order był wyjątkiem wśród orderów domowych Europy, gdyż nie posiadał Wielkiego Krzyża ani dekoracji komandorskich, lecz był nadawany tylko jako krzyż noszony na lewej piersi.
Oznaka orderu to emaliowany na czerwono krzyż maltański, z białymi i niebieskimi bordiurami. W medalionie środkowym awersu znajdowała się figura Najświętszej Marii Panny okolona napisem: ДАНIИЛЪ ЦРНОГОРСКIЙ (pol. „Danilo Crnogorski”), w medalionie rewersu daty: „1852-53” – lat, w których mocarstwa europejskie uznały niepodległość Czarnogóry, otoczone napisem ЗА НЕЗАВИСИМОСТЪ ЦРНЕ ГОРЕ (pol. „Za niepodległość Czarnogóry”). Między ramionami krzyża umieszczone były złote lwy, nad górnym jego ramieniem srebrny dwugłowy orzeł czarnogórski ukoronowany mitrą książęcą (po 1910 koroną królewską). Order noszony był na trójbarwnej czerwono-niebiesko-białej wstążce wiązanej na modłę austriacką w kształt trójkąta.
Obecnie wielkim mistrzem orderu jest pretendent do tronu Czarnogóry, ks. Mikołaj Petrowić-Niegosz (ur. 1944, prawnuk króla Mikołaja I). Oprócz niego order posiada 10 osób.

## Odznaczeni
Rodzina królewska
- Mikołaj I Petrowić-Niegosz
- Milena Petrović-Niegosz
- Daniel III Petrowić-Niegosz
- Michał I Petrowić-Niegosz
- Piotr III Petrowić-Niegosz
- Mikołaj II Petrowić-Niegosz
- Altinaï Petrowić-Niegosz (ur. 1977)
- Borys Petrowić-Niegosz (ur. 1980)
- Francine Petrowić-Niegosz (1950-2008)

Obcokrajowcy
- Andrew Bertie
- Aleksander II Romanow
- Mikołaj Romanow (1922-2014)
- Dymitr Romanow (ur. 1926)
- Piotr I Karadziordziewić
- Aleksander I Karadziordziewić
- Wiktor Emanuel III Sabaudzki
- Wiktor Emanuel IV Sabaudzki
- Marina Doria (Sabaudzka)
- Emanuel Filibert Sabaudzki
- John Gvozdenović Kennedy
- Ilija Plamenaz (1821-1916)